# Sotaquirá
Sotaquirá es un municipio colombiano del departamento de Boyacá, situado en el centro-oriente de Colombia, en la región del Alto Chicamocha. Está situado a unos 39 km de la ciudad de Tunja. Se ubica en la Provincia del Centro.
El municipio limita por el norte con Paipa y su corregimiento Palermo (Boyacá), al sur con Cómbita, al occidente con Gámbita, al oriente con Tuta.

## Historia
En la época de Colombia época precolombina, el territorio del actual municipio de Sotaquirá estuvo habitado por los indígenas sotairaes, de la Confederación Muisca, tributarios del Zaque de Hunza. El 20 de diciembre de 1582 fue fundado el poblado por el padre agustino fray Arturo Cabeza de Vaca, mediante la unión de los repartimientos de Ocusa, Tímiza y Soconsuca. Es un caserío prehistórico, al igual que sesenta y seis pueblos de las quince provincias del Departamento de Boyacá. Inicialmente fue una comarca de origen chibcha, el cual no tuvo diligencia de fundación En 1777 el poblado se constituyó en parroquia.
Por un lado, la historia de los grandes caciques indígenas que gobernaban este territorio de los indios sotairaes, de allí su nombre pues en lengua indígena, Suta y Quira es soberano y poblado. Por otro lado, hace parte de la historia de la colonia, pues Sotaquirá es conocido porque sus pobladores aportaron a la campaña libertadora 200 caballos para reponer aquellos que se habían perdido al paso por los páramos que atravesó la campaña en su ruta libertadora, y que posteriormente fueron de gran importancia en la batalla del pantano de Vargas. Es por eso que el parque principal de Sotaquirá se conoce como “Corceles de la libertad” y existe un bello monumento que lo representa.
La historia del pueblo sotaquireño es la dinámica evolutiva del establecimiento y desarrollo en el tiempo y en el espacio de un pueblo indígena localizado en su territorio, en el cual floreció la cultura chibcha, representada en los indios “SOTAIRAES”, quienes asimilaron la cultura española por enduculturación y se mezclaron con los peninsulares, permitiendo el surgimiento del meztisaje.

## División Político-Administrativa
Además de su Cabecera municipal. Sotaquirá tiene bajo su jurisdicción los siguientes Centros poblados:
- Bosigas
- Carreño

## Economía
La economía del municipio  y de sus habitantes del municipio están enfocados en la ganadería y los lácteos siendo este es uno de los municipios que más produce leche en Colombia, en Sotaquirá nace el Queso Paipa, Reinoso o Curado como también se le conoce en la región y su nombre se debe a su comercialización en el municipio de Paipa, cabe destacar que es el único queso de Colombia con denominación de origen, gracias a sus aromas y calidad. Entre los productos agrícolas se destacan el arándano, la papa, el haba, el maíz, la ciruela, el durazno, la feijoa, la uchuva, así como diversas hortalizas, agricultura, piscicultura, la minería y turismo..
Las principales actividades que realizan los habitantes del municipio están enfocadas a la producción agrícola y pecuaria ya que el 75% de su población está en espacios rurales y el 25% restante están establecidos en el casco urbano del municipio, ejerciendo diferentes actividades comerciales, el 8.5% se dedican a la industria; el 68.2% se dedican al comercio y el 23.2% se dedican a la prestación de servicios.

## Festividades
- Cumpleaños del municipio: Celebración del aniversario del municipio, el cual fue establecida como doctrina en 1582, posteriormente como resguardo y trasladada a lo que actualmente es Sotaquirá el 20 de diciembre, donde fueron recluidos los pueblos de Gámeza, Chimitá, Ocusá que en adelante fueron como cabecera de la encomienda a Vargas y no a Soconsuca como había sido establecido inicialmente.

- Navidad: Celebración del nacimiento de Jesucristo, la cual inicia la tarde del 24 de diciembre y culmina la mañana del 25 según el cristianismo.

- Fiesta de fin de año: Gran fiesta de los extranjeros, colombianos, boyacences y sotaquireños que inicia a las dos de la tarde del 31 de diciembre y culmina en la mañana del 1 de enero del año nuevo.

- Fiestas patronales en honor a San Antonio de Padua y la virgen del Tránsito: Hay feria equina grado B, ganadera, festival de danzas, festival de música campesina y feria gastronómica, se realiza el segundo festivo de agosto.

## Turismo
Sotaquirá cuenta con diferentes atractivos turísticos dentro de los que se destacan haciendas y edificaciones en la cabecera municipal, construidas con un estilo colonial que transportan a la época y que se hacen llamativas al turista, el parque principal que es reconocido por su historia y enmarcado con el nombre de corceles de la libertad por la forma que toma, es predilecto por los visitantes para sus postales.
El ecoturismo agroturismo y turismo de aventura toma cada vez más fuerza dentro del municipio, ya que cuenta con montañas ríos y quebradas con gran potencial turístico para las diferentes actividades a desarrollar; laguna rica que guarda parte de la leyenda del dorado es la más representativa, ubicada sobre los 3.600 msnm y de un nivel medio alto es frecuentada por personas para la práctica del senderismo y trekking; la cascada de “chontales” es frecuentada por personas de todas las edades gracias a su fácil acceso permitiendo disfrutar de aire puro y aguas cristalinas, a su vez esta cascada es buscada por los más intrépidos quienes mediante actividades de descenso, practican torrentismo, esto por supuesto bajo la guía de personal capacitado para tales actividades de turismo de aventura; Sotaquirá cuenta con hermosas granjas para dar a conocer el agroturismo, el cual consta de diferentes actividades recreativas y lúdicas donde el visitante aprenderá las principales labores del campo.

## Gastronomía
Sotaquirá tiene una amplia carta de platos típicos dentro de los cuales podemos encontrar el cocido boyacense, gallina criolla, amasijos y muchos otros platos típicos de la región, pero al venir a Sotaquirá el turista no puede irse sin probar y deleitarse con los auténticos indios sotaquireños y los empedrados; estos dos últimos platos son considerados insignia del municipio ya que la historia de estos se remonta a la época de la colonia cuando los españoles vieron la particularidad de su preparación y presentación.